# Setge de Vilafamés
El setge de Vilafamés fou un dels episodis de la primera guerra carlina.

## Antecedents
La rebel·lió va esclatar després de la convocatòria de les Corts el 20 de juny de 1833 quan el pretendent don Carles, refugiat a Portugal es va negar a jurar lleialtat a Maria Cristina de Borbó-Dues Sicílies i l'1 d'octubre, recolzat per Miquel I de Portugal va renunciar el seu dret al tron.
A Morella, Rafael Ram de Viu Pueyo va proclamar rei Carles V el 13 de novembre, tot i que va ser ocupada per forces liberals el 10 de desembre, i a la mort de Ram de Viu Manuel Carnicer va assumir la prefectura militar de l'exèrcit carlí al Baix Aragó i el Maestrat. L'execució de Carnicer va ocasionar l'assumpció del comandament del front per Ramon Cabrera. A la primavera de 1836, aquest ja comandava 6.000 homes i 250 cavalls que operaven a l'entorn de Cantavella, que va fortificar i es va esdevenir el centre d'operacions, amb una presó, fàbrica d'artilleria i dos hospitals.
Cabrera es va afegir a l'Expedició Gómez per intentar prendre Madrid, deixant afeblit el Maestrat, i un cop superat el període de paralització de l'exèrcit causat pel Motí de la Granja de San Ildefonso, es va nomenar Evaristo San Miguel com a comandant de l'exèrcit del Centre, que va capturar Cantavella, recuperada el 24 d'abril de 1837, quan la seva guarnició es va rendir en un atac simultani dels carlins a Cantavella, Sant Mateu i Benicarló. El 31 de gener de 1838, procedent de Benicarló, entrava Ramon Cabrera a Morella.
El 9 de febrer Cabrera posà setge a Gandesa però el 24 de febrer ordenà el coronel Juan Cabañero que abandonés el setge i sorprengués Saragossa, que suposaria la ràpida presa de tot l'Aragó, la connexió dels fronts català i navarrès, i la de tot Espanya al nord de Madrid. El 5 de març el brigadier Cabañero va assaltar Saragossa però els saragossans van lluitar contra els invasors, que van fugir. A continuació queien Calanda, Alcorisa i Samper, i després del fallit assalt a Alcanyís, la vila va quedar bloquejada i aïllada fins al final de la guerra, i Cabrera va seguir expandint el seu territori. Amb la derrota liberal a l'Acció de Maella, els ànims liberals caigueren i els liberals temeren una invasió carlina a l'interior, i van Halen va incrementar la defensa a Terol, Saragossa i València.
Llangostera rebé ordres d'atacar Casp i Forcadell a Xèrica, on fou derrotat, entrant a Calataiud en 16 de novembre, i a continuació Forcadell i Llangostera van atacar les riberes del Xúquer i el Guadalaviar en cerca de provisions, provocant que Emilio Borso di Carminati enviés al seu encontre a Juan de la Pezuela i Narciso Lopez respectivament. El 6 de desembre Narciso Lopez dispersava Llangostera a Iniesta (Conca) i a principis de 1839 un carregament anglès de 8.000 fusells destinat al Maestrat fou interceptat pels isabelins i un altre s'incendià.
El 21 de febrer de 1839, el moderat Maroto va ser destituït pel pretendent Carles, cosa que va accelerar les gestions de l'antic cap de l'Estat Major per trobar una solució al conflicte amb el general liberal Espartero.
Antonio van Halen y Sarti signà el Conveni de Segura i va decidir-se a recuperar el fort de Segura de los Baños i va atacar-lo, però fou interceptat per Cabrera i va haver de desistir, i Cabrera va decidir atacar Vilafamés per distreure l'atenció i evitar els atacs sobre Segura de Baños, que es considerava la clau per la conquesta d'Aragó.

## El setge
Després de la batalla de Segura, amb tres batallons, tres cents genets i vuit peces d'artilleria es va presentar el 15 d'abril a Vilafamés, començant el bombardeig de les bateries l'endemà causant una bretxa a la que es va fer un atac que va ser rebutjat i fou reparada de nit, i el 17 es va atacar amb l'artilleria la torrassa, amb un nou atac que fou rebutjat. En saber que la columna de Francisco Javier Azpiroz es dirigia per socórrer Vilafamés, i que Van Halen no atacaria Segura, Cabrera va aixecar el setge el 18 d'abril.

## Conseqüències
Cabrera va caure malalt però el mes de maig ja recuperat va atacar Castella mentre els seus generals atacaven el baix Aragó, assetjant Montalban. Antonio van Halen y Sarti fou rellevat al comandament de l'exèrcit del Centre per Agustín Nogueras Pitarque, amb ordres de conservar el territori i impedir la unió de Cabrera amb el front català, però dimití i fou substituït per Leopoldo O'Donnell, que derrotà Cabrera, obligant-lo a aixecar el setge de Llucena.
Amb la signatura del Conveni de Bergara l'agost de 1839 Ramon Cabrera es va veure aïllat i encerclat per les forces liberals, que a final de 1839 havien muntat una línia de fortificacions des d'Alcanyís a Castel de Cabra, per incomunicar i assetjar una a una les posicions carlines: Espartero pren Segura el 27 de febrer i poc després Castellote mentre des del sud O'Donnell ocupà Aliaga, Alcalá de la Selva, i finalment Cantavella l'11 de maig. Perduda Morella, Cabrera va creuar l'Ebre arribant a Berga, havent de fugir a França el mes de juliol.